# Wesley Alex Maiolino
Wesley Alex Maiolino, auch bekannt als Alex, (geboren am 10. Februar 1988 in Jacareí) ist ein brasilianischer Fußballspieler.

## Karriere
Wesley Alex Maiolino begann seine Karriere 2006 beim Jacareí AC und stieg später in die Profiliga auf. In der Saison 2008/09 wechselte er zum Primeira Camisa FC. 2009 wechselte er nach Südkorea, wo er sich dem Ulsan Hyundai Mipo Dolphin FC anschloss. Nach der Saison 2010/11 kündigte er den Vertrag und unterschrieb 2012 einen Vertrag zuerst bei AD São Caetano und danach beim Oeste FC. Seine weiteren Stationen in Südkorea waren Goyang Hi FC und der Gangwon FC. 2015 wechselte er nach Thailand. Hier unterschrieb er einen Vertrag beim Chainat Hornbill FC. Der Verein aus Chainat spielte in der ersten Liga, der Thai Premier League. Für Hornbill absolvierte er bis Mitte 2016 fünfzig Erstligaspiele. Mitte 2016 ging er wieder nach Südkorea. Hier schloss er sich bis Jahresende dem Daegu FC an. Von 2017 bis 2019 spielte er abwechselnd für den FC Anyang und Seoul E-Land FC. Seit Anfang 2020 ist er vertrags- und vereinslos.

## Auszeichnungen
- K League Challenge: Torschützenkönig 2013
- K League Challenge: Team des Jahres 2013, 2014